# Северный монастырь
Северный монастырь — пещерный монастырь, расположенный на обрыве западного склона мыса Чуфут-Чеарган-бурун в балке Табана-Дере, вблизи Главной линии обороны Мангупа. Создан в начале XIII века, расцвет обители приходится на эпоху княжества Феодоро XV века, включает в себя пещерную церковь и 6 сопутствующих помещений, расположенных в три яруса.

## Описание
Церковь, расположенная в 15 м к от калитки крепостной стены, почти квадратная, с апсидой конхиальной формы, ориентированной почти на восток. Вход находится в южной стороне, в западной стене сохранилась часть арочного окна. Размеры нефа 2,9 на 2,86 м, апсиды — 1,7 на 1,7 м и 2,0 м высотой. Скала в апсиде тщательно обработана и, судя по следам, была оштукатурена известковым раствором. Вдоль стены апсиды расположен довольно низкий (20 см) синтрон, в центре которого вырублено прямоугольное углубление по престол. У северной стены в полу — две вырубленные гробницы, а над ними в самой стене устроена гробница в аркообразной нише (аркосолий). Над аркой находится пятистрочная греческая строительная надпись (шириной 60,0 см и высотой 26,0) 1224/1225 года; сохранившиеся слова в переводе гласят
В 6733 году. Строится ныне … господином… все…ейшим иеромонахом и …
Историк и востоковед А. Ю. Виноградов считает, что, возможно, в 1220-е годы храм создавался как погребальный, А. Г. Герцен также относит возникновение монастырского комплекса к началу XIII века.
Кроме церкви, в комплекс монастыря входило шесть небольших вырубленных в скале помещений в трёх ярусах, в одной из пещер которого сохранились фрагменты надписи 1220/1221 года (В 6729 году…).
Помещение № 4 (по нумерации А. Г. Герцена, с верхнего яруса вниз), прямоугольное нижнее, с двумя ступенями перед дверным проёмом, выполняло роль входного тамбура. Перед ним был порог из двух ступеней. Судя по вырубленным в южной стене проушинам для привязывания животных и также вырубленному корытцу-яслям в юго-западном углу, оно могло служить стойлом для скота. В юго-восточном углу пещеры две вырубки округлой формы, в северной стене — проём, за ним лестница из 6 ступеней, ведущая в пещеру следующего, верхнего яруса (помещение № 3).
Помещение № 1, в третьем ярусе, прямоугольное, со скругленными углами и входом по 6-ти ступенчатой лестнице через люк из расположенной ниже пещеры № 4. В центральной части восточной стены на двух уровнях расположены две неправильной формы ниши, над входным люком — большая ниша прямоугольной формы, напоминающая внутристенные усыпальницы.
Помещение № 2 соединяется с предыдущим узким проходом по краю обрыва, имеет форму прямоугольника со скругленными углами. В полу в южной части пробит прямоугольный люк в расположенное ниже помещение № 3.
Помещение № 3, прямоугольная в плане пещера 2 «этажа», в его северной части — сдвоенное гнездо для пифосов, имеются вырубки в стенах для крепления неких деревянных конструкций.
Помещение № 5 расположено выше церкви к востоку от неё. В полу имеется несколько прямоугольных вырубок, в западной стене два дверных проёма и два окна, в южной стене — арочная ниша, у западной — остатки скальной скамьи.
Помещение № 6 расположено к юго-востоку от пещеры № 5 на том же уровне, имеет форму овала и по устройству похоже на скальные склепы, каковым, возможно, и было изначально, впоследствии приспособленное под келью.

## История изучения
Первым учёным, упомянувшим пещеры (ещё не знавшим, что это монастырь), был Пётр Паллас в 1793 году, первый схематичный план церкви опубликован А. Поповым в 1888 году в книге «Вторая учебная экскурсия Симферопольской мужской гимназии в Бахчисарай и его окрестности…», в 1912 году пещеры были расчищены и обследованы экспедицией под руководством Р. Х. Лепера. Надписи из монастыря на средневековом греческом языке освещался В. В. Латышевым в 1918 году. В 1975 году экспедицией Симферопольского университета были проведены раскопки в районе монастыря: были обмерены пещерные сооружения комплекса, зафиксирована надпись на стене церкви, но, в общем итоге, исследования дали очень мало находок для понимания истории обители.